# Crassula namaquensis
Crassula namaquensis (лат.) — вид суккулентных растений рода Толстянка (Crassula) семейства Толстянковые (Crassulaceae), естественно произрастающий на территории Намибии и Капской провинции Южно-Африканской Республики.

## Название
Родовое латинское название Crassula происходит от латинского слова crassus, — «толстый», в основном из-за присутствия у растений этого рода сочных листьев.
Латинское научное название вида, namaquensis, обусловлено местоположением произрастания растения в Намакваленде (Намибия).

## Описание
Многолетник, имеет прикорневую розетку с немногочисленными короткими ветвями и старыми неопадающими листьями. Листья продолговатые, от эллиптических до ланцетных, размерами (4-)10-35 x (2-)3-10 мм, от острых до тупых, от плоских до несколько выпуклых сверху и обычно от очень выпуклых снизу до почти теретных, густо покрыты грубыми изогнутыми и прижатыми волосками, без краевых ресничек, от серо-зеленого до сине-зеленого цвета.
Соцветие с одним или несколькими шаровидными дихазиями, с цветоносом 0,02-0,1(-0,14) м длиной, покрытым отогнутыми прижатыми волосками. Чашечка: доля продолговато-треугольная, 2-3 мм длиной, с закругленной вершиной, с загнутыми волосками и краевыми ресничками, от зеленого до серо-зеленого цвета. Венчик трубчатый, сросшийся у основания на 0,6-1 мм, белый, кремово-желтый; лопасть от обратноланцетной до почти пандуриформной, редко узкоэллиптическая, 3-8(-10) мм длиной, от острой до заостренной, втянутой в клювовидную вершину без дорсального придатка. Тычинки с черными пыльниками.

## Таксономия
Crassula namaquensis Schönland & Baker f., первое упоминание в J. Bot. 36: 367 (1898).

### Подвиды
Подтвержденные подвиды по данным сайта Plants of the World Online на 2024 год:
- Crassula namaquensis subsp. comptonii (Hutch. & Pillans) Toelken
- Crassula namaquensis subsp. lutea (Schönl.) Toelken
- Crassula namaquensis subsp. namaquensis